# Joseph Szigeti
Dans le nom hongrois Szigeti József, le nom de famille précède le prénom, mais cet article utilise l’ordre habituel en français József Szigeti, où le prénom précède le nom.
Joseph Szigeti, né József Singer le 5 septembre 1892 à Budapest et mort le 19 février 1973 à Lucerne (Suisse), est un violoniste américain d'origine hongroise et juive, ardent défenseur de la musique de son temps.

## Biographie

### L'enfance en Hongrie
Ayant perdu sa mère très tôt, le jeune József est envoyé par son père vivre auprès de ses grands-parents dans la région des Carpates, à Máramarossziget (actuelle Sighetu Marmației). Sa famille est juive et musicienne : son père est violoniste et tient un orchestre de café à Budapest ; un de ses oncles joue également du violon et un autre est contrebassiste. Ses premières leçons de violon lui viennent ainsi de son père et de son oncle.
À 11 ans, il rejoint son père à Budapest et intègre la classe de violon de Jenő Hubay à l'Académie Franz-Liszt. Enfant prodige, il n'y reste que deux ans (1903-1905) et donne à 13 ans son premier concert public.
Selon le dictionnaire des interprètes (Alain Pâris) son nom d’origine est Joseph Singer : « Il tire son pseudonyme du nom de la ville hongroise où vivaient ses grands-parents, Maramos-Sziget (sic) ».

### Les débuts européens
Dans les années qui suivent, le jeune Szigeti se produit comme enfant prodige à travers l'Europe, notamment en Allemagne où Joseph Joachim le remarque et lui offre de devenir son élève. Mais Szigeti refuse et s'installe en Angleterre où il se produit avec succès en 1907 dans le concerto en mi majeur de Bach et le concerto de Tchaïkovski avec le New Symphony Orchestra sous la direction de Thomas Beecham. Il y interprète également le concerto de Busoni sous la direction du compositeur et crée en 1909 le concerto de Hamilton Harty, composé à son intention.
En 1913, Szigeti, malade de la tuberculose, part se soigner dans un sanatorium suisse. Il y reste pendant toute la Première Guerre mondiale. De 1917 à 1924, il enseigne en outre le violon au Conservatoire de Genève.

### Le soliste international
À partir de 1922, reprenant sa carrière de soliste, il se produit avec l'Orchestre philharmonique de Berlin sous la direction de Fritz Reiner, ainsi qu'en Angleterre et en Union soviétique, pays où il est le premier à jouer le concerto nº 1 de Prokofiev et où il effectue 11 tournées entre 1924 et 1929.
Il fait ses débuts américains à Carnegie Hall avec le concerto de Beethoven, le 15 décembre 1925, avec Leopold Stokowski et l'Orchestre de Philadelphie. C'est un triomphe et Szigeti, bien qu'installé à Paris dans l'entre-deux-guerres, ne manque pas de revenir régulièrement aux États-Unis. C'est ce pays où, fuyant la guerre en Europe, il choisit d'émigrer avec sa femme en 1940 ; il en obtient onze ans plus tard la citoyenneté. Il retrouve sur le sol américain son compatriote et ami Béla Bartók (ils se connaissaient depuis le milieu des années 1920) avec lequel il se produit en concert, notamment lors d'un récital mémorable le 13 avril 1940 à la Bibliothèque du Congrès. Bartók écrit pour lui quelques pièces, notamment les Contrastes pour piano, violon et clarinette qu'il crée avec l'autre dédicataire, le clarinettiste de jazz Benny Goodman.

### Les dernières années

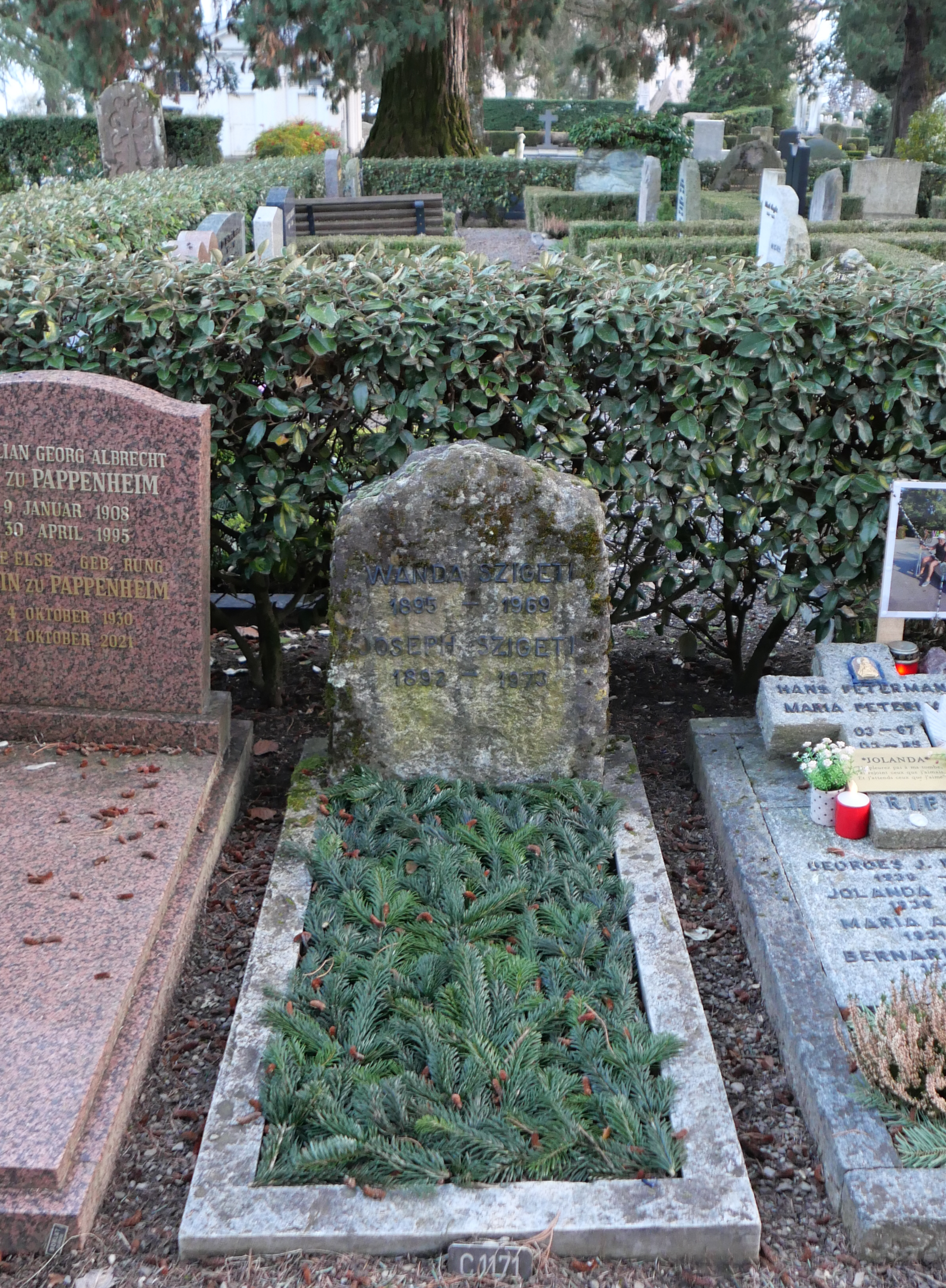
La tombe en 2024.

Après la guerre, Szigeti reprend sa carrière de concertiste, jouant notamment avec le pianiste Artur Schnabel. Cependant, sa technique s'amenuise et, en 1960, arrêtant définitivement les concerts, il se retire en Suisse où il continue à donner des master-classes jusqu'à sa mort en 1973. Il profite également de ses dernières années pour publier quelques écrits sur sa vie et son instrument. Ses violons préférés était les Guarnerius ; il en possédait deux.
Szigeti a trouvé sa dernière demeure aux côtés de son épouse Wanda (1895-1969) au cimetière de Clarens-Montreux. Leur fille Irène (1920-2005) et leur gendre Nikita Magaloff (1912-1992), pianiste de renommée mondiale d'origine géorgienne-russe, sont enterrés à quelques mètres de la tombe.

## Répertoire et partenaires musicaux
Szigeti avait de nombreux amis parmi les compositeurs de son temps. Il fut le créateur et le dédicataire de nombreuses œuvres, parmi lesquelles la Première rhapsodie pour violon et orchestre et les Contrastes de Bartók, la Sonate de Rawsthorne, Nuit exotique de Bloch, la Mélodie sans parole nº 5 de Prokofiev, la Sonate en sol d'Ysaÿe et les concertos de Casella, Harty et Martin. Il jouait beaucoup également Berg, Stravinsky, Hindemith,  Milhaud, Ravel, Ives, sans négliger cependant les « anciens » : on lui doit notamment d'avoir fait redécouvrir des pièces de Tartini et de Berlioz. Les concertos de Brahms et Beethoven faisaient partie de son répertoire de prédilection.
L'un de ses fréquents partenaires de musique de chambre était le pianiste Nikita Magaloff , qui devint son gendre en épousant sa fille, Irène, en 1939. D'autres partenaires de Szigeti étaient Claudio Arrau, Joseph Levine, William Primrose, Dimitri Mitropoulos, Eugene Ormandy…
Joseph Szigeti enregistra plus d'une centaine de disques, notamment chez Columbia.

## Publications
- With Strings Attached, New York, 1947
- A Violinist's Notebook, Londres, 1965
- Szigeti on the Violin: Improvisations on a Violinist's Themes, New York, 1969